# Автобан A143 (Німеччина)
Автобан A143 (A 143, нім. Bundesautobahn 143) — автобан у землі Саксонія-Ангальт, Німеччина. A 143 включає західну частину Центральнонімецької петлі, кільцевої дороги навколо міст Галле-ан-дер-Заале та Лейпциг. 9 км із запланованих 22 км маршруту завершено через те, що траса автобану може зашкодити екологічно чутливій території.
Поки що південна частина між A38 на південь від Галле та B80 на захід від Галле біля Беннстедта завантажена. Ділянка на північ до A14 на півночі Галле зараз будується після того, як будівництво траси біля Брахвіца та Зальцмюнде спочатку було заборонено через порушення закону про охорону природи. Після нового рішення про погодження планування у 2019 році будівництво цієї ділянки розпочалося 3 грудня 2019 року. Завершення цієї ділянки та автомагістралі 143 заплановане на 2025 рік.

## Історія
Після возз'єднання А143 був одним із перших проектів, який почали планувати за нової влади. А Проект 143 було віднесено до пріоритетних у Федеральний план транспортної інфраструктури 1992 року, і початковий план передбачав відкриття принаймні частини шосе протягом року. Однак шлях А143 пролягає через екологічно чутливу територію, частина якої захищена Директивою про середовище проживання. Найпівденніший 9 км не був побудований і відкритий до 11 липня 2005 року. Будівництво на решті 12,6 км наразі заблоковано після успішного позову Союзу охорони природи та біорізноманіття (СОПБ). За даними союзу охорони природи, траса загрожує місцям проживання великого чубатого тритона, тхора та близько 25 різних видів бабок. Німецький підрозділ планування та будівництва дальніх доріг планує задовольнити всі занепокоєння Союзу охорони природи та відновити будівництво до 2011 року, але СОПБ та більшість місцевих мешканців все ще проти цього проекту, і СОПБ має намір і надалі використовувати судові позови для зупинки будівництва.
18-річна затримка будівництва додала приблизно 70 мільйонів євро до початкової прогнозованої вартості проекту в 80 мільйонів євро.